# メリーさん
メリーさん（本名不詳、1921年 - 2005年1月17日）は、神奈川県横浜市中区近辺の市街地を生活圏にしていた伝説的な娼婦。白塗りの厚化粧にフリルのついた純白のドレスという印象的な風貌や謎に満ちた人物像から、数多くの歌や文学、演劇の題材となった。

## 呼び名について
第二次世界大戦終戦後、進駐軍兵士相手に身体を売っていた「パンパン」と呼ばれる娼婦だと噂され、「皇后陛下」「白狐様」「クレオパトラ」「きんきらさん」などの通り名で呼ばれていた。1980年代に入った辺りで「（港の）マリーさん」、同年代後半から「メリーさん」と呼び名が変化したようである。また「西岡雪子」の仮名を使い、そのほか「ホワイトさん」「白いお化け」などの呼称とともに都市伝説にもなった。後年にはドキュメント映画のヒットが影響し「ヨコハマメリー」「ハマのメリーさん」などの呼び名が広まった。

## 来歴・生涯

### 前半生
岡山県出身。実家は農家で女4人、男4人の兄弟の長女として生まれる。実弟の話によると、地元の青年学校を卒業後に国鉄職員と結婚。その後、戦争が始まり軍需工場へ働きに出るが、人間関係を苦に自殺未遂騒動を起こす。これが原因で結婚からわずか2年で離婚、子どもはいなかったという。戦後、関西のとある料亭（実際は米兵相手の慰安所だった）で仲居として働いた後、そこで知り合った米軍将校の愛人となる。彼に連れられ東京へ出るが朝鮮戦争勃発後、現地へ赴いた彼は戦争が終結するとそのまま故郷のアメリカ合衆国へ帰り日本には戻らなかったという。

### 横浜時代
残された彼女は、横須賀を経て横浜へと移り米兵相手の娼婦としての生活を始める。以後数十年間にわたり在日米軍基地に居住した。中村高寛監督の映画『ヨコハマメリー』では来浜の時期が1963年とあるが、檀原照和著『消えた横浜娼婦たち』によれば1955年には伊勢佐木町で既に目撃されていたという。1980年代に入り、彼女の存在が注目されはじめる。折しも「なんちゃっておじさん」や「歌舞伎町のタイガーマスク」など、町の奇人たちをメディアが取り上げた時期と重なる。
イセザキモール入口付近にあった「森永LOVE」伊勢佐木町店（現在は閉店）の常連客だった時期があり、来店の際には「砂糖入りの白湯」(同店の正規メニューではない) を愛飲したという。横浜での晩年は伊勢佐木町に近い歓楽街、福富町の商業ビル「GMビル」をホームとした。朝方になるとトイレのある7階の通路で、手荷物入れを兼ねたシルバーカーに座って眠る生活を送った。

### 帰郷以後
1990年代半ば、横浜の街から姿を消す。その時期について映画『ヨコハマメリー』では1995年初冬（『朝日新聞』は「関係者の話」として同年12月に中国地方へ帰郷したとしている）、書籍『消えた横浜娼婦たち』には1996年11月の記載がある。晩年は「故郷の老人ホームで暮らした」とされるが、実際は故郷に居場所を見いだせず、数十キロメートル離れた津山の老人ホームで余生を送った。2005年1月17日、死去。84歳没。

## メリーさんに関する証言
- 作家の角田光代は高校生のころからメリーさんのうわさ話を耳にし、目撃談をエッセイに記している[9]。

「その女の話は、中学の時も、高校に上がってからもしばし耳にした。毛皮のマリーの話だ。
　横浜駅周辺や、山下公園付近や、元町、中華街、そんな場所を一人の女が歩いている。夏だろうが雨だろうが彼女はかならず真っ白の毛皮のコートを着ていて、顔ばかりでなく、手も足も、毛皮から露出する部分はすべて 真っ白に塗りたくっている。年齢不詳だが、かなり年をとっているのは確かである。それだけの話だ。もちろん、この話は一世を風靡した口裂け女ほどには迫力もなく、物語性も薄く、さほど恐怖心をあおらないから、あまり話題性のある話ではなかった。 ときおり思いだしたようにだれかの口にのぼり、つぎの日には忘れられ、数年たってまただれかが見ただの見ないだのとぽつりともらす、その程度の話だった。
（中略）
　高校を出てずいぶんたってから、私はその女を見た。
　山下公園でお祭りがあり、友達のバンドが出演することになった。それで私は友人数人と車を借りて、山下公園目指して走ったのだった。桜木町を過ぎて、石川町にさしかかったあたりだった。 夏のさなか、町にひとけはなく、走る車の数もさほど多くはなく、まっすぐに続く道路が生きているみたいに銀色に光っていた。赤信号で車はとまり、青にかわって走りだし、その瞬間、横断歩道の真ん中あたりに立っている人影を視線の隅でとらえた。 後部座席に座っていた私は大きくふりかえり、マリーだ！　と叫んでいた。
　異様な姿だった。 すりきれ、薄汚れた毛皮のコートを身にまとい、金髪に近いような茶色い長い髪の合聞から、真っ白に塗りたくられた表情の読めない顔が見え隠れしている。 小柄なその女は、強烈な陽射しを照り返す道路の真ん中で、放心したようにぽつんと立っていた。夏という季節からも、繁華街という場所からも、現在という時聞からも、彼女は完全に浮いていた。それでも白塗の女が毛皮をまとってそこに立っていることの、異常さはさほど感じられなかった。 それはたぶん、彼女の持つ圧倒的な雰囲気が、彼女の立っているその一部分の現実感を、まったく消し去っていたからだと思う」
- 作家・五木寛之は以下のように回想している[10]。

○高杉—どの辺りで御覧になりましたか？
＊五木—馬車道あたりでも会っていましたし、それ以後もずっと見かけてるんです。
○高杉—あそこは今でもメリーさんのお気に入りの場所のようです。 このニューグランドホテルの旧館ロビーにも五年程前まではよく来ていたそうですが、最近はぱったりと見えないようです。
○足立—この三年くらいもう広範囲な動きはしないようですね。
＊五木—西口の高島屋の前でも会ったことがあるな。取りあえずその頃にはもう伝説のようにメリーさんの話は物語として成立してましたから、あ、あれが有名なメリーさんか、っていうふうに思ったりしていた。
◇森　—それはいつ頃のことでしょうか？
＊五木—六〇年代か七〇年代かな、もっと若くって本当に現役っていう感じでね。この写真集では白い服が多いようですけどもっと派手な色の服で。（中略）
　　　　僕が若い頃に町で見掛けた時も、あの人は娼婦なんだよって言われて随分年増の娼婦だなってそのことに奇異な感じはしませんでしたね。そう言われてみればそうかって思う位ですから。今は例えば皆ある種奇異な感じで受け止めるでしょうけども、そうではなくて実際に肉体を持った女性としてまだ現役っていう色香は残ってましたから。
- 女優の五大路子は、1991年ごろ横浜で偶然メリーさんを初目撃し、彼女の外見を以下のように回想している[11]。「メリーさんの手には大きなキャリーバッグ、顔は化粧で真っ白に厚く塗られ、目元は太く黒いアイラインが引かれていて、口元は口紅で赤く染められていた。白いレースのワンピースの裾は、低いヒールを履いた足首まで届く長さでした」[11]。

後日さらに知りたいと考えた五大は、メリーさんと馴染み深い馬車道商店街や伊勢佐木町辺りで地元民から様々な話を聞いた。そのなかには「没落した華族の出身」「実は豪邸に住んでいるらしい」とのうわさも含まれていた。また、娼婦として羽振りの良かった若い頃はマックスファクターの化粧品でメイクをした。しかし歳を重ねて収入が減ると、500円の低価な舞台用化粧品の購入を余儀なくされ、それ以降は真っ白な厚塗り化粧になったという。

## メリーさんを題材にした作品
奇異の目で見られていた当時を知るものからは、死後に制作された作品での美化された「悲劇のヒロイン」的描写に批判がある。
映画
『私立探偵 濱マイク 遥かな時代の階段を』 - 監督：林海象
『ヨコハマメリー』 - 監督：中村高寛
テレビ
『ルパンの娘』 - 祖母の三雲マツが「大阪ジェーン」という愛称でメリーさんのパロディを演じている。
演劇
『港の女・横浜ローザ』 - 五大路子の一人芝居。脚本は杉山義法。架空の女性・ローザを通して、メリーさんを彷彿とさせる戦中・戦後を生き抜いた横浜の娼婦を主人公に、日本の戦後史と重ね合わせたストーリーとなっている。
『白いメリーさん』 - リリパット・アーミー第32回公演（原案：中島らも、メリーさん役：磯川美樹、ニセメリーさん役：わかぎえふ）
『瑪麗皇后的禮服（メリー皇后のドレス）』 - 台湾の紅潮劇集が2018年11月に國家戲劇院實驗劇場で上演。演出：梁允睿、王靖惇
『瑪麗皇后（メリー皇后）』 - 香港の糊塗戲班が2018年11月末から12月初旬まで高山劇場（中国語: 高山劇場）で上演。
詩
『港のマリー』 - 田村隆一の詩集『5分前』に収録。
小説
『白いメリーさん』 - 中島らもの短編
『箱の中の天皇』- 赤坂真理の小説
エッセイ
『夏のマリー』 - 角田光代の短編集『これからは歩くのだ』に収録。
写真集
『PASS ハマのメリーさん』 - 撮影：森日出夫
漫画
『ハマのメリーJさん』 - 中尊寺ゆつこの四コマ漫画
『バンビ〜ノ!SECONDO』 - せきやてつじ作。第37話にメリーさんが登場する。
『不思議な少年』 - 山下和美作。第29話（単行本7巻）にメリーさんをモデルにした「ヨコハマリリィ」というキャラクターが登場する。
歌
『港のマリア』 - 作詞作曲歌：石黒ケイ、1982年。
『昨夜（ゆうべ）の男』 - 作詞：なかにし礼、作曲：川口真、歌：淡谷のり子、1982年。
『夜明けのマリア』 - （映画『コールガール』の主題歌）作詞：康珍化、作曲：HARRY（木村昇）、歌：MIE（元ピンク・レディー）、1982年。
『横浜マリー』 - 作詞作曲歌：榊原まさとし（ダ・カーポ）、1982年。
『マリアンヌとよばれた女』 - 作詞：阿木燿子、歌：デイブ平尾（元ゴールデン・カップス）、1983年。
『メフィストガール』 - 作詞：萩原健一、作曲：速水清司、歌：萩原健一、1988年。
『港のマリー』 - 歌：五木ひろし、1999年。
『横浜メリィー』 - 作詞作曲：黒沢博、編曲：小杉仁三、2001年。
『濱のメリー』 - 作詞作曲歌：米倉千尋（6thアルバム『jam』に収録）、2002年。
『港のマリー』 - 作詞作曲：小西康陽、歌：夏木マリ、2004年。
『横浜リリー』 - 作詞：新藤晴一、作曲：ak.homma、歌：ポルノグラフィティ、2006年。
『踊り子マリーのブルースな夜』 - 作詞作曲歌：馬場孝幸、2011年。

## メリーさんを演じた人物
- 五大路子『港の女・横浜ローザ』
- 磯川美樹『白いメリーさん』
- 坂本スミ子『遥かな時代の階段を』（私立探偵濱マイクシリーズ）
- 梁允睿『瑪麗皇后的禮服』※梁は演出家兼俳優の男性
- 魏綺珊（中国語版）『瑪麗皇后』 『再遇瑪麗皇后』